# Massow
Massow foi um município da Alemanha localizado no distrito de Müritz, estado de Mecklemburgo-Pomerânia Ocidental.
Pertencia ao Amt de Röbel-Müritz. Desde maio de 2019, faz parte do município de Eldetal.